# Sophronica albostictipennis
Sophronica albostictipennis är en skalbaggsart som beskrevs av Stefan von Breuning 1959. Sophronica albostictipennis ingår i släktet Sophronica och familjen långhorningar. Inga underarter finns listade i Catalogue of Life.